# 木製玩具火車

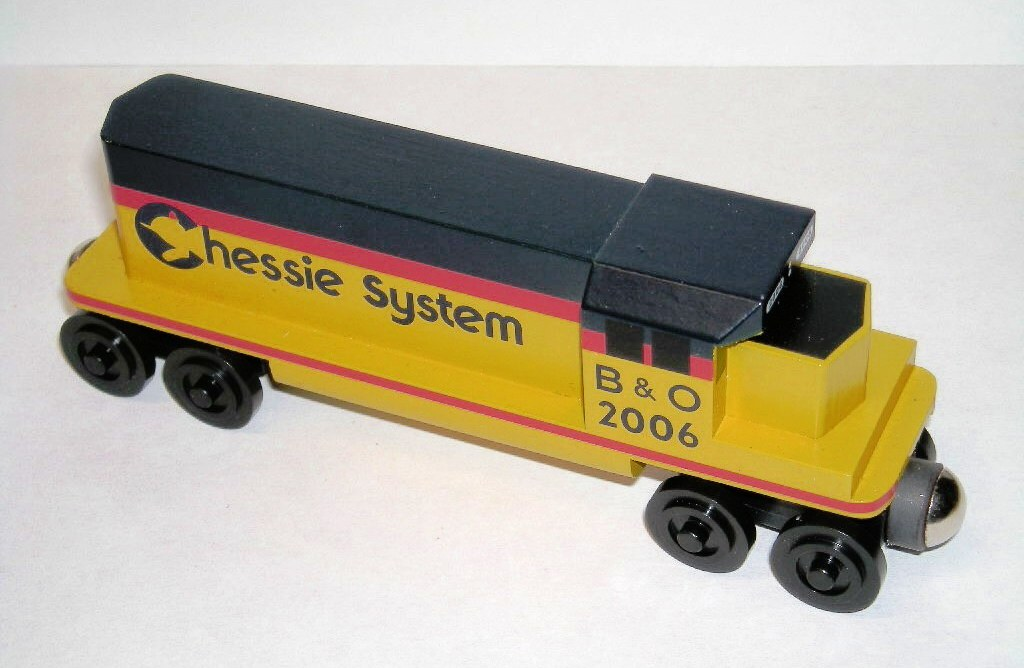
A colorful Chessie System GP40-2，just one of many wooden toy trains offered by Whittle Shortline.

木製玩具火車是一套在木軌上行駛的玩具火車的系統，其特色是軌道上的凹槽可以控制鐵道機車車輛的輪子。
傳統來說，以硬木製作的鐵路設施部分通常是以擬真、虛構型態呈現。早期的木製火車以金屬環相互串連，現今則多以磁鐵取代。